# Impera
Impera (lateinisch Herrsche) ist das fünfte Studioalbum der schwedischen Heavy-Metal-Band Ghost. Das Album erschien am 11. März 2022 über Spinefarm Records und ist ein Konzeptalbum über den Aufstieg und den unausweichlichen Fall von Imperien. Impera erreichte in Deutschland, Österreich, Schweden und Finnland jeweils Platz eins der jeweiligen Albumcharts.
Das Album wurde bei den American Music Awards 2022 in der Kategorie Favorite Rock Album ausgezeichnet. Die Single Call Me Little Sunshine wurde bei den Grammy Awards 2023 in der Kategorie Best Metal Performance nominiert.

## Entstehung

### Songwriting
Bereits im November 2018 verkündete Ghost-Sänger Tobias Forge gegenüber einem Radiosender, dass die Band 2019 eventuell etwas neues veröffentlichen würde. Hierbei sollte es sich nicht um eine EP mit Coverversionen handeln. Auch ein Live-Album schloss Forge nicht aus. Schließlich wurde am 13. September 2019 die EP Seven Inches of Satanic Panic veröffentlicht. Im Dezember 2018 relativierte Forge diese Pläne und kündigte an, im Jahre 2020 ein neues Studioalbum aufzunehmen und zu veröffentlichen. Dieses Album soll laut Forge dunkler und härter sein als sein Vorgänger Prequelle und näher an dessen Vorgängeralbum Meliora sein. Im Juni 2019 erklärte Forge, dass es vor 2021 kein neues Ghost-Album geben würde und dass die Band 2020 nicht auf Tournee gehen wird.
Das einzige Konzert fand am 3. März 2020 in Mexiko statt, bei dem sich Tobias Forge als „Papa Emeritus IV“ vorstellte. Die Aufnahmen für das neue Album sollten im Januar 2021 beginnen. Während des Entstehungsprozesses der Lieder arbeitete Tobias Forge mit den schwedischen Songwritern Salem Al Fakir und Vincent Pontare zusammen, die beide schon Lieder für Künstlerinnen wie Madonna und Lady Gaga geschrieben haben. Für Impera schrieb Tobias Forge erstmals einen Ghost-Song in Dur statt wie bisher immer in Moll. Gegenüber dem deutschen Magazin Visions erklärte Forge, dass Iron Maiden ihre beiden größten Hits Run to the Hills und The Number of the Beast auch in Dur geschrieben hätten und meinte, dass auch er dazu in der Lage sein sollte. Darüber hinaus wollte Tobias Forge einen Reggaeton-Song schreiben, was er mit Twenties umgesetzt hat.
Eine weitere Vorgabe, die sich Tobias Forge beim Songwriting auferlegte, was das Vermeiden von schnellen Übergängen zwischen den Strophen und den Refrains. Als Vorbild nahm sich Forge dabei die Band Def Leppard und deren Alben Pyromania und Hysteria. Seiner Meinung nach wäre es „verrückt, wie lange Def Leppard auf diesen Alben vom Beginn des Liedes bis zum Refrain bräuchten“. Es sollte ein Gegenentwurf zu Ghost-Liedern wie Square Hammer mit seinem „Ramones-artigen Aufbau“ sein. Gegenüber dem deutschen Magazin Metal Hammer erklärte Forge, dass er immer wollte, dass sich Ghost „wenigen Regeln unterwirft und dass alles möglich ist wie beispielsweise bei Queen“.

### Aufnahmen
Nachdem Ghost auf jedem ihrer bisherigen Alben mit einem anderen Produzenten zusammengearbeitet haben, wurde Impera erneut von Klas Åhlund produziert, mit dem Ghost bereits auf dem im Jahre 2015 erschienenen Album Meliora zusammengearbeitet haben. Ursprünglich wollte Tobias Forge auf Impera mit einem namentlich nicht genannten US-amerikanischen Produzenten zusammenarbeiten. Wegen der COVID-19-Pandemie und der damit verbundenen Reiserestriktionen konnte der Produzent nicht nach Schweden kommen und Forge nicht in die Vereinigten Staaten einreisen. Klas Åhlund sollte eigentlich eine andere Produktion betreuen, die verschoben werden musste. Forge nutzte diese Lücke und fragte bei Klas Åhlund an, ob er das Album produzieren möchte. Åhlund willigte daraufhin ein. Die Aufnahmen fanden in den Atlantis Metronome, den Apmamman Studios, beide in Stockholm, sowie den Capitol Studios in Hollywood statt.
Andy Wallace mischte das Album, während Ted Jensen das Mastering übernahm. Sämtliche Gitarren auf dem Album wurden vom Opeth-Gitarristen Fredrik Åkesson eingespielt. Tobias Forge erklärte, dass er „ein akzeptabler Gitarrist, Bassist und Schlagzeuger wäre“. Allerdings könne er nicht Gitarre wie Fredrik Åkesson, der „jeden Tag vier Stunden üben würde“. Åkesson hätte für seine Parts insgesamt sechs Wochen gebraucht. Dies wäre ein Zeitrahmen, den Tobias Forge nicht gehabt hätte, da er auch noch singen und Bass spielen müsste. Das Schlagzeug wurde von Ricard Nettermalm und das Klavier von Martin Hederos eingespielt.
Neben dem Album nahm Ghost noch eine Coverversion des Liedes Enter Sandman für das Metallica-Tributealbum The Metallica Blacklist auf. Während der Co-Headliertournee mit Volbeat verkauften beide Bands eine auf 3000 Exemplare limitierte 7-Zoll-Single, die die Beiträge von Ghost und Volbeat zu The Metallica Blacklist enthält. Volbeat coverten dabei das Lied Don’t Tread on Me. Die Einnahmen aus der Single werden zwischen Metallicas Stiftung All Within My Hands Foundation und den von Ghost und Volbeat ausgewählten Wohltätigkeitsorganisationen aufgeteilt. Ghost wählten dabei die Stiftung Camp Aranu'tiq und Volbeat den Børne Cancer Fonden.

### Veröffentlichung
Am 30. September 2021 veröffentlichte die Band mit Hunter’s Moon die erste Single ihres neuen Albums samt Musikvideo. Das Lied ist auch im Abspann des Films Halloween Kills zu sehen und wurde auf dem Soundtrack veröffentlicht. Pünktlich zum Start ihrer Co-Headlinertournee durch die Vereinigten Staaten mit Volbeat veröffentlichte Ghost am 25. Januar 2022 eine limitierte 7-Zoll-Single mit ihrer Version des Metallica-Liedes Enter Sandman. Volbeat steuerten zu dieser Single ihre Coverversion des Metallica-Liedes Don’t Tread on Me bei. Schließlich wurde am 20. Januar 2022 das Album angekündigt und die zweite Single Call Me Little Sunshine mitsamt eines Musikvideos veröffentlicht. Am 26. Januar 2023 erschien eine alternative Version des Liedes Spillways. Als Gastsänger ist Joe Elliott von der Band Def Leppard zu hören.
Am Tag vor der Veröffentlichung des Albums spielte die Band eine Live from the Ministry genannte Show, die über den YouTube-Kanal von Ghost ausgestrahlt wurde. Am 16. März 2022 trat Ghost mit Call Me Little Sunshine in der ABC-Late-Night-Show Jimmy Kimmel Live! auf. Die ARD-Kultursendung ttt – titel, thesen, temperamente brachte am 8. Mai 2022 einen achtminütigen Beitrag über die Band und ihr Album. Anlässlich des Record Store Day Black Friday am 25. November 2022 veröffentlichen Ghost eine auf 9250 Exemplare limitierte 12″-Picture Disc. Das Lied Kaisarion wurde für den Soundtrack des Videospiels NHL23 verwendet.

### Cover
Das Cover wurde von Zbigniew Bielak entworfen und zeigt eine Statue von Papa Emeritus IV in einer großen, mechanischen Kathedrale. Die rechte Körperhälfte ist bereits fertig gestellt, die linke offenbart noch das Skelett und die Muskeln des Sängers. Bei diesem Bild wurde eine Pose des Okkultisten Aleister Crowley aufgegriffen. Sänger Tobias Forge bezeichnete die als Vorbild genommene Pose als „ikonisches, satanisches Bild“.

„Ich hege Sympathien für die Idee des Dunklen, doch das Böse, Teuflische kommt in meinen Augen in Form von ISIS oder Trump daher. Rock ’n’ Roll halte ich nicht für böse. Er wurde erfunden, um Menschen glücklich zu machen. Dagegen tun viele, die für das Gute stehen, Bibelverfechter und Rechtschaffende, alles in ihrer Macht Stehende, um das Leben vieler Menschen zu erschweren und zerstören.“

## Hintergrund

### Konzept
Die Idee, ein Konzeptalbum über den Aufstieg und Fall von Imperien zu schreiben trug Tobias Forge bereits seit einem Konzert in Seattle im April 2013 mit sich herum. In einer Buchhandlung fiel ihm das Buch The Rule of Empires: Those Who Built Them, Those Who Endured Them, and Why They Always Fail von Timothy H. Parsons in die Hände. Der Professor für Geschichte an der Washington University in St. Louis erläutert darin anhand von Beispielen wie dem Römischen Reich oder dem Dritten Reich, warum diese Imperien scheiterten und was dieses Scheitern über die Gegenwart der Menschheit aussagt.
Spielte das Vorgängeralbum Prequelle noch hauptsächlich im Mittelalter, so bezieht sich Impera größtenteils auf das Viktorianische Zeitalter von 1837 bis 1901.

„In den letzten Jahren haben wir uns sehr zurückentwickelt. Viele Dinge, die sich fast wie Fiktion anfühlten wie ein großer Teil unserer Texte, von denen man dachte, dass sie in der Vergangenheit passierten, passieren jetzt überall. Die Menschen arbeiten hart daran, den Fortschritt zu zerstören und letztlich an einer Zeitmaschine, die uns in Sachen mentaler Evolution um hunderte Jahre zurücksetzt.“

Forge ergänzte, dass die Alben Prequelle und Impera sehr gegensätzlich wären. Prequelle handelte vom Überleben einfacher Leute unter einer Bedrohung von außen, während es auf Impera um die Gesamtheit der Gesellschaft und eine Art selbstzerstörerischen Mechanismus geht. Forge ist allerdings der Hoffnung, dass der Wille der Menschen zu lieben und Gutes zu tun stärker ist als das Gegenteil.

„Die schlechten Imperien werden hoffentlich fallen. Welche ich meine, sollte ich vielleicht lieber nicht sagen… Aber Herrscher, die zu viel wollen, tendieren dazu nach einer Weile zu verschwinden.“

### Bedeutungen der Lieder
Das Lied Kaisarion handelt von der griechischen Wissenschaftlerin Hypatia, die im Jahre 415 oder 416 in Alexandria von einem christlichen Mob im Tempel Caesarium ermordet wurde. Tobias Forge sieht diese Tat als Symbol, was heute in Form von Bücherverbrennungen passiert bzw. für Gruppierungen, die immer wieder Cleverness, Aufklärung und freies Denken attackieren. Watcher in the Sky würde laut Forge erklären, wie die Menschheit die Wissenschaft dafür nutzt, um die Welt kleiner zu machen und wissenschaftliche Erkenntnisse umzudrehen. Es wäre beinahe eine flache Erde, was Forge amüsant findet. Twenties beschrieb Tobias Forge als Aufmunterung. Jedoch würde das Lied jeden Zuhörer erniedrigen. Das Lied würde „vergiftete Luft versprechen, die jedoch als Geschenk verpackt wird, für das man Danke sagen sollte“.
Mit dem Lied Griftwood kritisiert Tobias Forge viele Politiker, Prediger und Geistliche, die sich öffentlich zu Gott bekennen und sich als gute Menschen inszenieren, letztendlich aber nur auf Macht aus sind. Als Beispiel nannte Forge den ehemaligen Vizepräsidenten der USA Mike Pence, der jede Gelegenheit nutzt, um nach vorne zu kommen und dem es egal ist, welche eigenen Prinzipien er dabei verrät. Gleichzeitig würde Pence Rechtschaffenheit und Güte predigen, wofür er laut Forge „einen Platz in der ersten Reihe der Hölle verdienen würde“. Respite on the Spital Fields befasst sich mit dem Serienmörder Jack the Ripper, der im Herbst 1888 in London mindestens fünf Frauen ermordete und nie gefasst wurde. Laut Forge mussten die Menschen, insbesondere die Frauen, im Londoner East End lange Zeit in Angst gelebt haben. Auch wenn Jack the Ripper seine Mordserie beendet hatte, konnte man nicht sicher sein, ob er wieder einen Mord begehen würde und wo er sich versteckt.

## Rezeption

### Rezensionen
Die deutschen Magazine Visions und Metal Hammer kürten Impera jeweils zum „Album des Monats“. Ulf Imwiehe vom Visions schrieb, dass Ghost „ihren Weg Richtung Hookline-Olymp konsequent weitergehen“. Die erste Single Hunter’s Moon könne mit dem „herrlich klebrigen Pre-Chorus und den himmelstrebenden Synthie-Hooks schon als Blaupause des typischen Ghost-Songs gelten“. Laut Imwiehe würde das Album der „einzigartigen Band endgültig den Superstar-Status bescheren“. Es wäre allerdings „ratsam, wenn dem Album eine Überraschung nachfolgen würde“. Ansonsten würde man „eine liebgewonnene Formel auserzählen“. Lothar Gerber vom Metal Hammer schrieb, dass Impera dem „umwerfenden Schaffens von Ghost nun die Krone aufsetzt“. Das Album hätte „absolut keinen Ausreißer nach unten“, wäre „äußerst abwechslungsreich und perfekt inszeniert“ und verfügt über „einen phänomenalen Sound“. Gerber vergab sieben von sieben Punkten.

### Bestenlisten
| Publikation     | Liste                                     | Werk                    | Platz    |
| --------------- | ----------------------------------------- | ----------------------- | -------- |
| Allmusic        | AllMusic Best of 2022 1                   | Impera                  | J [ 26 ] |
| Allmusic        | Favorite Metal Albums 1                   | Impera                  | J [ 27 ] |
| Consequence     | Top 30 Metal and Hard Rock Albums of 2022 | Impera                  | 7        |
| Kerrang         | The 50 best albums of 2022                | Impera                  | 5        |
| laut.de         | Die 50 Alben des Jahres                   | Impera                  | 11       |
| laut.de         | Die Metal-Alben des Jahres                | Impera                  | 2        |
| laut.de         | Die 25 Videos des Jahres 2                | Call Me Little Sunshine | J [ 32 ] |
| Loudwire        | The 50 Best Rock + Metal Albums of 2022 3 | Impera                  | J [ 33 ] |
| Loudwire        | The 50 Best Rock + Metal Songs of 2022 3  | Call Me Little Sunshine | J [ 34 ] |
| Metal.de        | Die 50 besten Alben des Jahres 2022       | Impera                  | 10       |
| Metal Hammer    | Die Alben des Jahres                      | Impera                  | 3        |
| Metal Hammer UK | Albums of 2022                            | Impera                  | 1        |
| Metal Injection | Top 20 Albums of 2022 1                   | Impera                  | J [ 38 ] |
| Revolver        | 25 Best Albums of 2022                    | Impera                  | 1        |
| Rock Sound      | The Rock Sound Albums of 2022 1           | Impera                  | J [ 40 ] |
| Rolling Stone   | The 15 Best Metal Albums of 2022          | Impera                  | 4        |
| Visions         | Die 50 Alben des Jahres 2022              | Impera                  | 7        |
| Visions         | Die 25 besten Musikvideos 2022            | Call Me Little Sunshine | 18       |

### Musikpreise
| Preis                | Jahr | Kategorie                      | für                     | Resultat  |
| -------------------- | ---- | ------------------------------ | ----------------------- | --------- |
| American Music Award | 2022 | Favorite Rock Album            | Impera                  | Gewonnen  |
| Grammis              | 2023 | Album of the Year              | Impera                  | Nominiert |
| Grammis              | 2023 | Artist of the Year             | Ghost                   | Nominiert |
| Grammis              | 2023 | Hardrock/Metal                 | Impera                  | Gewonnen  |
| Grammy Awards        | 2023 | Best Metal Performance         | Call Me Little Sunshine | Nominiert |
| Heavy Music Awards   | 2023 | Best Album                     | Impera                  | Nominiert |
| Heavy Music Awards   | 2023 | Best Single                    | Call Me Little Sunshine | Nominiert |
| Heavy Music Awards   | 2023 | Best International Artist      | Ghost                   | Nominiert |
| Heavy Music Awards   | 2023 | Best International Live Artist | Ghost                   | Nominiert |

## Kommerzieller Erfolg

### Chartplatzierungen
Impera erreichte Platz eins der deutschen Albumcharts. Die Band stand damit zum ersten Mal an der Spitze der deutschen Albumcharts. In ihrem Heimatland Schweden erreichte Ghost zum vierten Mal in Folge und in Finnland zum dritten Mal in Folge den ersten Platz der Albumcharts. In der ersten Woche nach der Veröffentlichung wurden in den Vereinigten Staaten rund 70.000 Album-äquivalenten Einheiten verkauft, wovon rund 62.500 reine Albumverkäufe waren.
| ChartsChartplatzierungen       | Höchstplatzierung | Wochen |
| ------------------------------ | ----------------- | ------ |
| Deutschland (GfK)              | 1 (10 Wo.)        | 10     |
| Finnland (IFPI)                | 1 (28 Wo.)        | 28     |
| Schweden (GLF)                 | 1 (18 Wo.)        | 18     |
| Österreich (Ö3)                | 1 (7 Wo.)         | 7      |
| Schweiz (IFPI)                 | 5 (7 Wo.)         | 7      |
| Vereinigte Staaten (Billboard) | 2 (3 Wo.)         | 3      |
| Vereinigtes Königreich (OCC)   | 2 (3 Wo.)         | 3      |

| ChartsJahrescharts (2022) | Platzierung |
| ------------------------- | ----------- |
| Deutschland (GfK)         | 87          |
| Schweden (GLF)            | 17          |

### Auszeichnungen für Musikverkäufe
| Land/Region                  | Auszeichnungen für Musikverkäufe (Land/Region, Auszeichnung, Verkäufe) | Verkäufe |
| ---------------------------- | ---------------------------------------------------------------------- | -------- |
| Polen (ZPAV)                 | Gold                                                                   | 10.000   |
| Schweden (IFPI)              | Platin                                                                 | 30.000   |
| Vereinigtes Königreich (BPI) | Silber                                                                 | 60.000   |
| Insgesamt                    | 1× Silber · 1× Gold · 1× Platin ·                                      | 100.000  |